# Социальное партнёрство
Социа́льное партнёрство — система институтов и механизмов согласования интересов участников производственного процесса: работников и работодателей, основанная на равном сотрудничестве. 

## Описание
Развитие социального партнёрства в его различных формах — важная составная часть процесса усиления социальной направленности современной рыночной экономики, её социализации. В системе социального партнёрства интересы работников представлены, как правило, профсоюзами, интересы работодателей — союзами предпринимателей. В так называемом трипартистском её варианте третьим непосредственным участником процесса согласования интересов выступает государство, которое одновременно является и гарантом выполнения принятых соглашений. Согласование интересов достигается путём переговорного процесса, в ходе которого стороны договариваются об условиях труда и его оплате, о социальных гарантиях работникам и их роли в деятельности предприятия.
Развитие системы социального партнёрства создаёт возможность достижения относительного баланса интересов работников и работодателей на основе сотрудничества, компромисса, ведёт к социальному консенсусу. Оно служит действенным инструментом сочетания экономической эффективности и социальной справедливости.
В индустриально развитых государствах и странах социальное партнёрство принимает различные формы. Так называемая корпоративистская система предполагает использование специальных органов, процедур и механизмов. Она получила распространение в Австрии, Швеции, Японии, ФРГ, Швейцарии, Нидерландах. В Австрии, например, социальное партнёрство реализуется посредством широкой сети консультативных советов и комитетов, паритетных комиссий, как на общенациональном, так и на отраслевом уровнях. В государствах и странах, где специальные институты социального партнёрства отсутствуют, действует так называемая плюралистическая система (Великобритания, США, Канада). Здесь согласование противоречивых интересов осуществляется на уровне всего общества с помощью обычного политического процесса (партий, парламентов, профсоюзов) и развития сотрудничества работников и работодателей на уровне отдельных компаний.
В России система социального партнёрства в его трипартистском варианте ещё только делает первые шаги. Главное — не задействованы механизмы, обеспечивающие реализацию достигнутых соглашений. Вместе с тем в отдельных отраслях (например, в угольной) выполнение отраслевых тарифных соглашений уже привело к некоторому улучшению материального положения рабочих и росту производства. Чтобы социальное партнёрство в России развивалось более активно, государству необходимо проводить его пропаганду. Это можно осуществлять при помощи социальной рекламы, проведения различных конференций, круглых столов, семинаров, разъяснительных работ, создания интернет-сайтов, посвящённых теме социального партнёрства, а также посредством активного сотрудничества со СМИ.
Все выше перечисленные мероприятия должны освещать следующие аспекты:
1. участие в социальном партнёрстве экономит время на решение проблем, связанных с неудовлетворённостью работников условиями труда, повышением производительности труда, качества продукции и как следствие увеличение прибыли;
2. заинтересованность в конструктивном и взаимовыгодном сотрудничестве с работодателем;
3. оптимальный способ достижения стабильности развития организации.